# 戴運軌
戴運軌（1897年11月27日—1982年4月4日），字伸甫，出生于浙江奉化，中華民國物理學家、教育家，被稱為「臺灣物理學之父」，国立臺灣大學物理學系创办人、台湾核物理学先驱。戴夫人田蘊蘭，同样为物理學教授，先后國立中央大學物理系、日本京都帝國大學物理系畢業，與吳健雄曾為同學。

## 生平
出生於浙江奉化。1917年浙江省立第四中學（寧波中學）畢業。1918年東渡日本，入東京高等師範學校理化科，1922年又入京都帝國大學物理系，1927年畢業。畢業後旋即回國，1927年任北平師範大學（北京師範大學）物理系教授。1928年，任國立中央大學物理系教授。1932年，任金陵大學物理系教授。1932年起在金陵大學執教期間，編著初高中物理教科書，為全國各校採用之通用教材。
1937年日本侵華，隨金陵大學自南京西遷成都，直至抗戰勝利；期間自1940起兼任四川大學物理系教授，在四川期間，與李方訓合作研究水化離子的絕對熵值，運用量子理論，找到了計算水化離子絕對熵的新方法。並在1941年至1942年間，兼任華西壩成都空軍參謀學校物理學教授。1941年在成都華西壩空軍參謀學校與同事們一起，創建了中國早期的航空風洞，並以此研究各種翼型。
1946年2月底，應接收台北帝國大學的國立臺灣大學代理校長羅宗洛的邀請，到台灣工作。
1946年4月9日，在代理校長羅宗洛因公離台期間，代理校長職務的教務長陳建功也辭職離台，代理校長羅宗洛請他接任臺大教務長（羅宗洛代理校長5月18日離職后曾以教務長代理校長）；並推動臺灣各校聯合招生，修建校舍，聘請教師，為臺灣大學走入正軌奠定了基礎。同年創辦臺灣大學物理系，為戰後臺灣大學首創的一個系，此前僅有一個物理學講座、兩三間辦公室和實驗室，經戴運軌的苦心經營，至1956年，臺灣大學物理系初具規模，還建有物理館，供師生教學、研究之用。從1946年至1962年，他擔任物理系主任達16年之久，出其門者500餘人，其中赴美國深造獲博士學位者達五分之三。為臺灣培養了眾多物理學人才。
1946年5月18日，羅宗洛代理校長辭職離台，他擔任校務維持委員會的首席常務委員（常務委員還有總務長陳兼善和陳儀代表范壽康，各院院長為委員）。8月1日起兼臺灣大學物理系主任，8月13日委員會交棒給新任校長陸志鴻，戴專任教務長兼物理系主任。
1948年5月，成功地進行了中國第一次原子核擊破實驗。隨後領導研究室製造重水，生產重氫及中子源，從事人工放射性和其他核反應實驗。此外，在臺大開闢了臺灣古物年代測定技術的新領域。
1954年至1956年間離台赴美作訪問研究，在明尼蘇達大學原子核子物理研究室和柏克萊加州大學輻射研究所分別任名譽研究員和客座研究員。1954年後在美期間，在原子核研究方面取得卓著成果。1954年在臺灣成立中國自然科學促進會，並當選為理事長。
1956年，由美返台後，此時正值教育部長張其昀親自主持國立清華大學在台複校，戴運軌協助梅貽琦具體復校，並以辦清華原子科學研究所為先，負責籌畫購置儀器設備、招收研究生，草擬兩年內研究生的必修與選修課，落實教學場所，協助梅貽琦延攬師資、充實設備，並兼任教授三年。第一年借用臺灣大學物理館，第二年遷至新竹。
1958年，議決中大在台復校，並以辦國立中央大學地球物理研究所為先；1962年該所正式成立，戴運軌出任所長。先借用臺灣大學物理館，次年遷苗栗。
1967年中大終遷桃園市，1968年成立國立中央大學理學院，任院長。
1962年7月，出任中大復校開端的地球物理研究所所長，8月便閃電式地招生開學，舉凡延聘教授、擬訂課程、購置儀器、確定研究方向，都在短期內完成。鑒於原校址建在苗栗二平山，地域狹小，戴運軌主持將中大遷到桃園市，戴運軌主持中大地球物理研究所11年，1968年創辦中大理學院。建起了科學館、理工館、圖書館。新建大廈，綠化校園，增建宿舍與運動場，還增添了空調設備。至1970年代初，中大成為一座現代化高等學府。在中大期間，開展了地磁與地質勘探的研究，尤其在地震研究以及對台東火山區的磁場分佈異常現象和台南部分地區引力異常分佈等問題的研究有成果。
1973年，戴運軌自中大榮休後，受聘于私立中國文化學院，任教授兼理學部主任、物理系名譽主任；中國文化學院改名中國文化大學後，任研究教授。
1982年4月4日在臺北逝世。同年4月22日於市立殯儀館公祭後火化，安葬於陽明山第一公墓。

## 事略
1958年，在臺灣發起建立中華民國物理學會，被推選為理事長，連任17年。
1963年創辦《中華民國物理學刊》。1965年發行中大《地球物理研究所學刊》。 1958年和1977年又先後促成成立臺灣天文學會和太陽能學會。
戴運軌出任臺大代理校長後，卻請辭校職校務，專意教學研究。蔣中正總統有意請其出長中大，然戴運軌毫無借此躋身政界之意。1949年傅斯年任臺灣大學校長，因大陸搶運至臺灣的教學儀器和設備遭盜而致“大炮議員郭國基罵倒傅斯年”，戴運軌在臺大校園內建立傅園，以紀念傅斯年籌建臺大之功；多年之後，戴運軌聯想到清華校園內有梅貽琦之墓、中央研究院有胡適墓，認為這些源于臺大建傅園，因而為之自責，認為在學校機關之內造墓之舉“屬封建思想”。

## 家庭
- 原配沈月英
- 继配田蘊蘭
- 有二子五女[3]

## 慈善
- 財團法人戴運軌田蘊蘭伉儷學術基金會
- 中国文化大学戴運軌教授暨田蘊蘭女士紀念獎學金

## 遺作
- 《八十回憶錄》
- 譯作《太空世界》(與魏喦壽合譯)
- 譯作《原子能的和平用途》(與魏喦壽合譯)

## 文化資產
臺北市政府指定為歷史建築：國立臺灣大學日式宿舍－戴運軌寓所，臺北市中正區潮州街，戴運軌為當年帝國大學改制為臺灣大學推手，臺大首任教務長並曾代理校長。